# Guillermo Rivera Flórez
Guillermo Abel Rivera Flórez (Mocoa, Putumayo, 13 de febrero de 1970) es un abogado y político colombiano. Fue Representante a la cámara por el departamento de Putumayo entre 2002 y 2014 por el Partido Liberal. Fue nombrado ministro del Interior por el presidente Juan Manuel Santos en el año 2017.Se desempeñó como el embajador de la República de Colombia ante Brasil.

## Biografía
Rivera Flórez es abogado de la Universidad Externado de Colombia, con una especialización en derecho administrativo y maestría en ciencias políticas, economía y relaciones internacionales de la academia diplomática San Carlos.
Su inicio en la vida pública se dio en 1998, cuando fue nombrado secretario de Gobierno de su departamento natal durante la gobernación del liberal Jorge Devia Murcia. Cuatro años más tarde aspiró y fue elegido congresista por Putumayo con la más alta votación de su departamento.
En 2006 y 2010 fue nuevamente reelegido para su periodo como congresista.
En 2014, Rivera aspiró al senado y con 42 mil votos, no logró ocupar una de las curules logradas por su Partido.

### Ministro del Interior
En el año 2017 tras la renuncia del ministro Juan Fernando Cristo, Rivera fue nombrado Ministro del Interior.